# Jeremy Toljan
Jeremy Toljan (Stuttgart, 8 de agosto de 1994) é um futebolista profissional alemão que atua como zagueiro, atualmente defende o Sassuolo.

## Carreira

### Rio 2016
Jeremy Toljan fez parte do elenco da Seleção Alemã de Futebol nas Olimpíadas de 2016.

## Títulos
Alemanha
- Campeonato Europeu Sub-21: 2017

### Prêmios individuais
- Equipe do torneio do Campeonato Europeu Sub-21 de 2017[2]